# Hr.Ms. O 1 (1906)
De Hr.Ms. O 1 was de eerste Nederlandse onderzeeboot van de Koninklijke Marine. Tijdens de bouw van de O 1 werd het schip Luctor et Emergo genoemd, wat Latijn is voor 'ik worstel en kom boven'. De Luctor et Emergo werd door Koninklijke Maatschappij De Schelde uit Vlissingen gebouwd zonder dat het Nederlandse Ministerie van defensie een order voor het schip had geplaatst. Voor de bouw van de Luctor et Emergo werd gebruikgemaakt van het Holland 7P ontwerp. Dit ontwerp was afkomstig van de Amerikaanse scheepsbouwer Holland Torpedo Boat Company uit New York. Op 8 juli 1905 werd de Luctor et Emergo te Vlissingen te water gelaten. Na de indienstneming van de O 1 werd de Onderzeedienst opgericht. Tot die tijd werd de O 1 bemand door de Torpedodienst, net als alle andere kleine schepen in die tijd.

## De tests met de O 1
De Nederlandse marine had besloten dat voor dat men het schip zou kopen het moest voldoen aan bepaalde eisen, dus werden er een aantal testen opgesteld voor het schip. Voor het testen van de Luctor et Emergo werd een getrainde Amerikaanse bemanning naar Nederland gehaald.
De tests vonden plaats in de haven van Den Helder. De reis naar Den Helder maakte de Luctor et Emergo niet op eigen kracht, maar het schip werd via de binnenwateren gesleept door de sleepboot Jacob. De eerste tests in Den Helder waren geen succes, daarop werd het schip teruggestuurd naar Vlissingen om daar te worden aangepast. Terug in Vlissingen werden de aanpassingen aan het schip uitgevoerd en werd er een nieuwe Nederlandse bemanning voor de tests geselecteerd en getraind.
Begin 1906 voer de Luctor et Emergo voor de tweede keer naar Den Helder wederom voor een serie testen. Ditmaal ging het schip via de zeeroute naar Den Helder. Deze tweede serie tests waren succesvoller dan de eerste. Zo bleek de onderzeeboot boven water gedurende 12 uur 8,35 knopen te kunnen varen en onder water kon de onderzeeboot een snelheid van 7 knopen gedurende 3 uur te halen. Daarnaast kon de onderzeeboot tot een diepte van 30 meter duiken zonder dat er lekkage plaatsvond.

## De O 1 in Nederlandse dienst

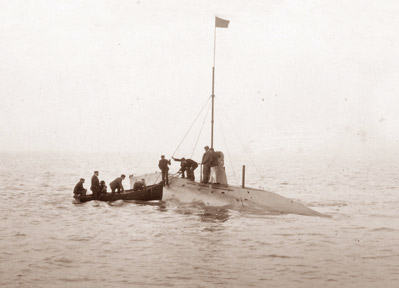
De O 1 op zee

De Nederlandse regering kocht de Luctor et Emergo op 20 december 1906 voor fl 430.000 en op 21 december 1906 werd de Luctor et Emergo hernoemd en in dienst genomen als Torpedoboot O 1. In 1906 of 1907 werd het schip weer hernoemd, ditmaal tot O 1.
In 1914 werden de dieselmotoren van de O 1 vervangen. Tot 1914 was het schip uitgerust met twee 160 pk Otto benzinemotoren. Deze motoren werden vervangen door twee 200 pk M.A.N. dieselmotoren. Tijdens de Eerste Wereldoorlog was de O 1 gestationeerd in Den Helder. Tot en met 1920 deed de O 1 dienst als patrouilleschip voor de Nederlandse kustwateren.
De O 1 is gesloopt en alleen de toren is bewaard gebleven. Deze is voor het gebouw van de Onderzeedienst op de Marinebasis in Den Helder geplaatst.

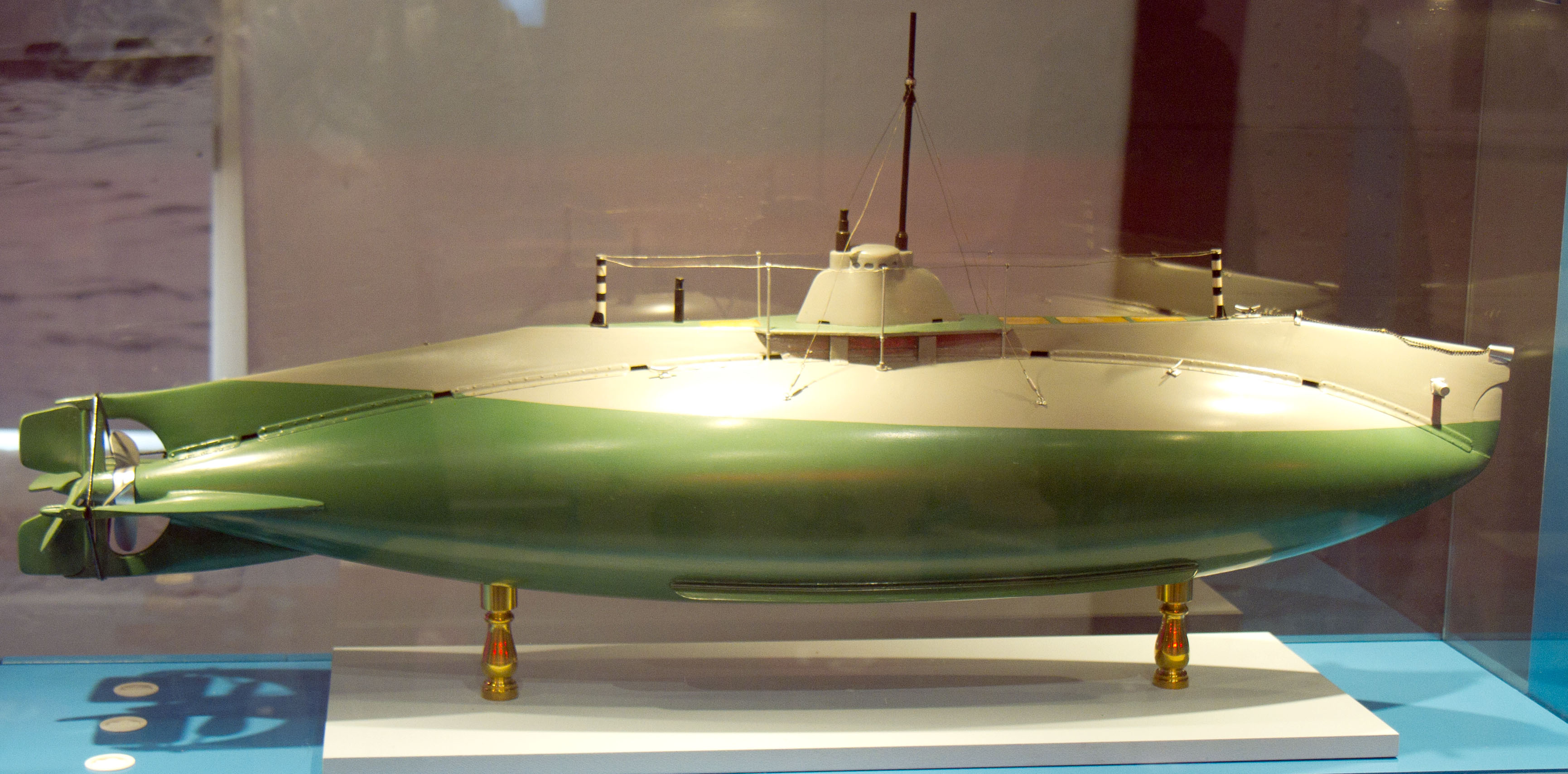
Model Onderzeeboot Hr. Ms. O 1 - Luctor et Emergo, in Het Scheepvaartmuseum te Amsterdam